# Rābi'a bint Ka'b
Rābi'a bint Ka'b (arabisch رابعة بنت كعب, DMG Rābi‘a bint Ka‘b, auch persisch رابعهٔ بلخى, DMG Rābi‘a-i Balḫī) war eine persische Samanidenfürstentochter und Dichterin der persischen Literatur des 10. Jahrhunderts. Rabia Balchi thematisierte ihre verbotene Liebe zu einem Sklaven. Vor allem in Afghanistan ranken sich Legenden um ihre Person.
Ihr Mausoleum befindet sich in der nordafghanischen Stadt Balch im zentralen Park unweit des Schreins von Khwaja Abu Nasr Parsa.